# Džul na kilogramkelvin
Džúl na kilográmkélvin (oznaka J/kg K) je izpeljana enota mednarodnega sistema enot za specifično toploto. Telesu z maso 1 kg, sestavljenem iz snovi s specifično toploto 1 J/kg K, moramo dovesti toploto 1 J, da se mu spremeni temperatura za 1 K.

## Tabela značilnih vrednosti
| Snov                                                              | faza         | specifična toplota (J kg-1 K-1) |
| ----------------------------------------------------------------- | ------------ | ------------------------------- |
| aluminij                                                          | trdna        | 900                             |
| baker                                                             | trdna        | 385                             |
| diamant                                                           | trdna        | 502                             |
| etanol                                                            | tekoča       | 246                             |
| grafit                                                            | trdna        | 720                             |
| medenina                                                          | trdna        | 377                             |
| olje                                                              | kapljevina   | ≈ 2000                          |
| voda                                                              | kapljevina   | 4186                            |
| voda                                                              | trdna (0 °C) | 2060                            |
| zlato                                                             | trdna        | 129                             |
| železo                                                            | trdna        | 444                             |
| živo srebro                                                       | trdna        | 139                             |
| Če ni drugače navedeno, veljajo podatki pri standardnih razmerah. |              |                                 |